# Деккер, Альберт
Альберт Деккер (англ. Albert Dekker, при рождении Альбер Ван Эке (англ. Albert Van Ecke), 20 декабря 1905[…], Бруклин, Нью-Йорк — 5 мая 1968[…], Голливуд, Калифорния) — американский актёр и политик.

## Биография
Альберт Ван Эке родился в Бруклине в 1905 году. Обучался в Боудин-колледже, а в 1927 году дебютировал в качестве актёра в театральной компании Цинциннати. В качестве псевдонима он стал использовать девичью фамилию матери Деккер. С 1928 года актёр регулярно участвовал в бродвейских постановках, появившись в последующем десятилетии почти в двух десятках пьес. В 1937 году состоялся дебют Деккера в Голливуде в комедии «Великий Гаррик». В 1940-е годы актёр покинул театральную сцену, посвятив себе съёмкам в кино. Начиная с 1950-х годов Альберт Деккер вновь время от времени появлялся на Бродвее, а также стал периодически сниматься на телевидении.
Альберт Деккер был членом Демократической партии США, и в 1945 году был избран в Ассамблею штата Калифорния, где работал последующие два года. Он также выступал критиком политики сенатора Джозефа Маккарти, из-за чего в эру маккартизма был вынужден реже появляться в Голливуде.
С 1929 года Деккер был женат на актрисе Эстер Герини, ставшей матерью его троих детей. Их брак закончился разводом.
5 мая 1968 года 62-летний Альберт Деккер был найден мёртвым в своём дом в Голливуде. Хотя из дома пропало 70,000 долларов и дорогое фотографическое оборудование, никаких признаков взлома обнаружено не было. Он был обнаружен голым в ванной комнате, стоящим на коленях с петлёй вокруг шеи, привязанной к карнизу на потолке. На актёре были наручники, в обе руки были вколоты иглы от шприцев, глаза были завязаны повязкой, во рту был зажат лошадиный мундштук, удила от которого были затянуты за головой, а на шее и на груди были затянуты кожаные ремни. На правой ягодице красной помадой было написано слово «Whip», вокруг сосков помадой были изображены солнечные лучи, а на животе нарисована вагина. На груди были надписи «Make me suck», «Slave» и «Cocksucker». Согласно заключению следователя смерть наступила в результате несчастного случая, и была вызвана удушьем.
Альберт Деккер был похоронен в городе Норт-Берген в штате Нью-Джерси. Его вклад в американский шоу-бизнес отмечен звездой на Голливудской аллее славы.

## Избранная фильмография
- 1938 — Мария-Антуанетта — граф де Прованс
- 1938 — Одинокий волк в Париже — маркиз Луи де Мейерсон
- 1940 — Семь грешников / Seven Sinners — доктор Мартин
- 1940 — Доктор Циклоп / Dr. Cyclops — доктор Торкел
- 1941 — Среди живущих / Among The Living — Джон Рейден / Пол Рейден
- 1944 — Рискованный эксперимент / Experiment Perilous — Клэг
- 1946 — Убийцы / The Killers — Большой Джим Колфакс
- 1946 — Саспенс / Suspense — Фрэнк Леонард
- 1947 — Джентльменское соглашение / Gentleman’s Agreement — Джон Минифи
- 1947 — Претендент / The Pretender — Кеннет Холден
- 1949 — Поиски опасности / Search for Danger — Кирк
- 1950 — Фурии / The Furies — мистер Рейнольдс
- 1955 — К востоку от рая / East of Eden — Уилл Хэмилтон
- 1955 — Целуй меня насмерть / Kiss Me Deadly — доктор Дж. Э. Соберин
- 1959 — Внезапно, прошлым летом / Suddenly, Last Summer — доктор Лоуренс Дж. Хокстейдер
- 1959 — Шум и ярость / The Sound and the Fury — Эрл Сноупс
- 1969 — Дикая банда / The Wild Bunch — Пэт Хэрриган